# Yokadouma
Yokadouma (in der deutschen Kolonialzeit Jukaduma genannt) ist die Hauptstadt des Départements Boumba-et-Ngoko in der Region Est, im Osten Kameruns mit 21.091 Einwohnern (2005).

## Geografie
Die Gemeinde liegt 30 Kilometer vor der Grenze zur Zentralafrikanischen Republik an der Provenzialstraße P4.
Die Gemeinde gilt als nördliches Eingangstor zum Boumba-Bek-Nationalpark.

## Geschichte
Die deutsche Okkupation des Bezirksgebiets als Teil des Schutzgebiets Kamerun erfolgte ab 1899 durch die Expedition des Leutnants Ernst von Carnap-Quernheimb. Durch Verfügung vom 3. Januar 1911 wurde der Bezirk wegen der zunehmenden Handelstätigkeit in der Region vom Bezirk Lomië getrennt und unter dem Namen Molundu verselbständigt. Bezirkssitz wurde zunächst die namensgebende Siedlung, die zugleich Endpunkt der südlichen Haupthandelsstraße von Kribi und Ebolowa war. Infolge von Unruhen in der Gegend von Yokadouma (zu der Zeit Jukaduma) und der sukzessiven Verlagerung des Handels wurde in der Siedlung zunächst ein Nebenposten unter der Leitung eines afrikanischen Unteroffiziers eingerichtet. Durch Verfügung vom 18. Mai 1912 wurde die Bezirksverwaltung ganz dorthin verlegt und der Bezirk führte fortan die Bezeichnung Jukaduma. Die Besatzung bestand aus 65 Mann Polizeitruppe in Jukaduma und 45 Soldaten und 30 Zollwächtern in Molundu.

## Bevölkerung
Bei der Volkszählung von 2005 hatte das Arrondissement 63.962 Einwohner, davon 21.091 in Yokadouma selbst. 2012 wurde die Bevölkerung das Arrondissement auf 75.648 Einwohner geschätzt.
Die Bevölkerungsentwicklung der Stadt:
| Jahr          | Einwohner |
| ------------- | --------- |
| 1976 (Zensus) | 6.190     |
| 1987 (Zensus) | 11.235    |
| 2005 (Zensus) | 21.091    |

## Religion
Die Stadt ist Sitz des Bistums Yokadouma.

## Fotos

Bilder aus dem Arrondissement
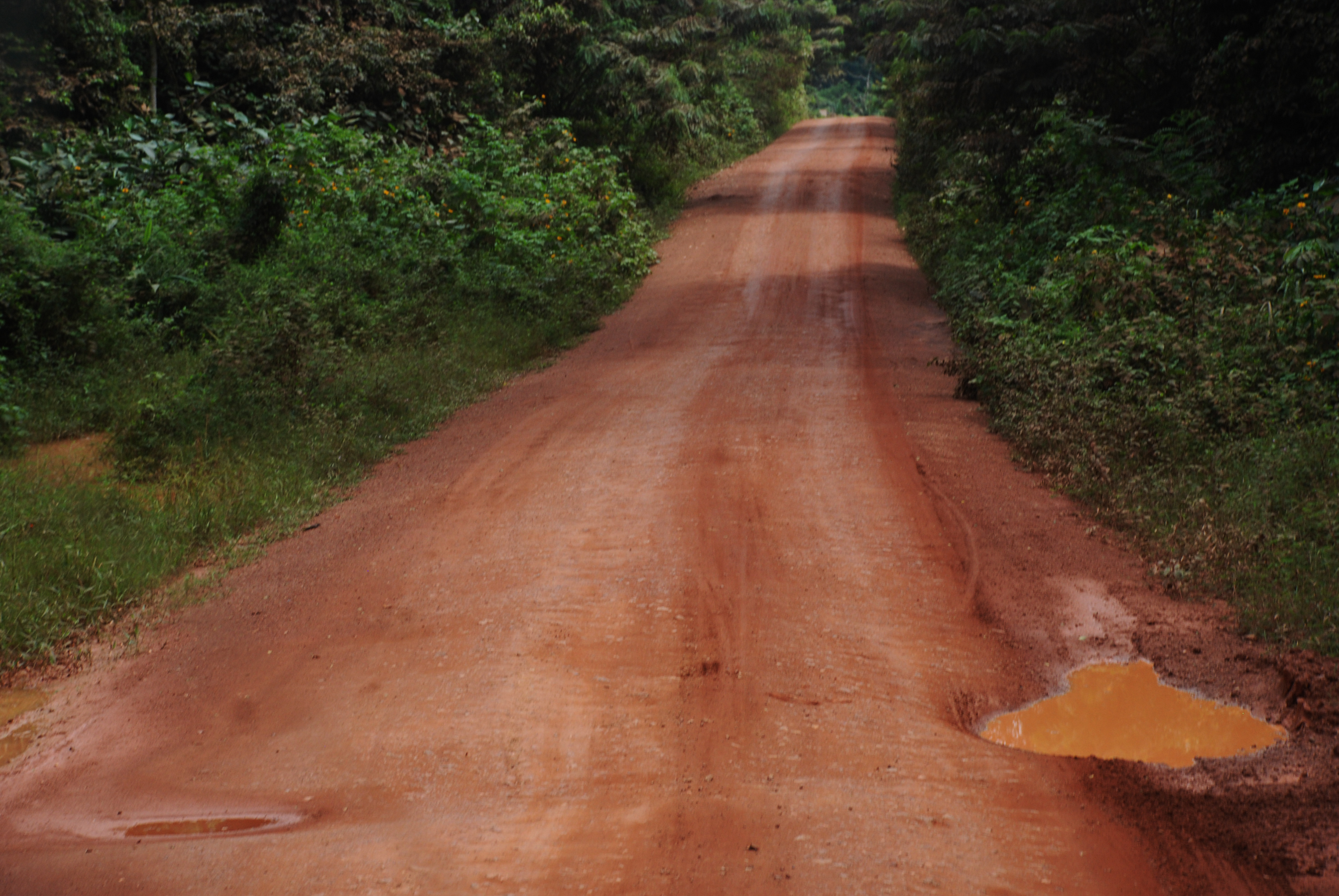
Straße bei Yokadouma
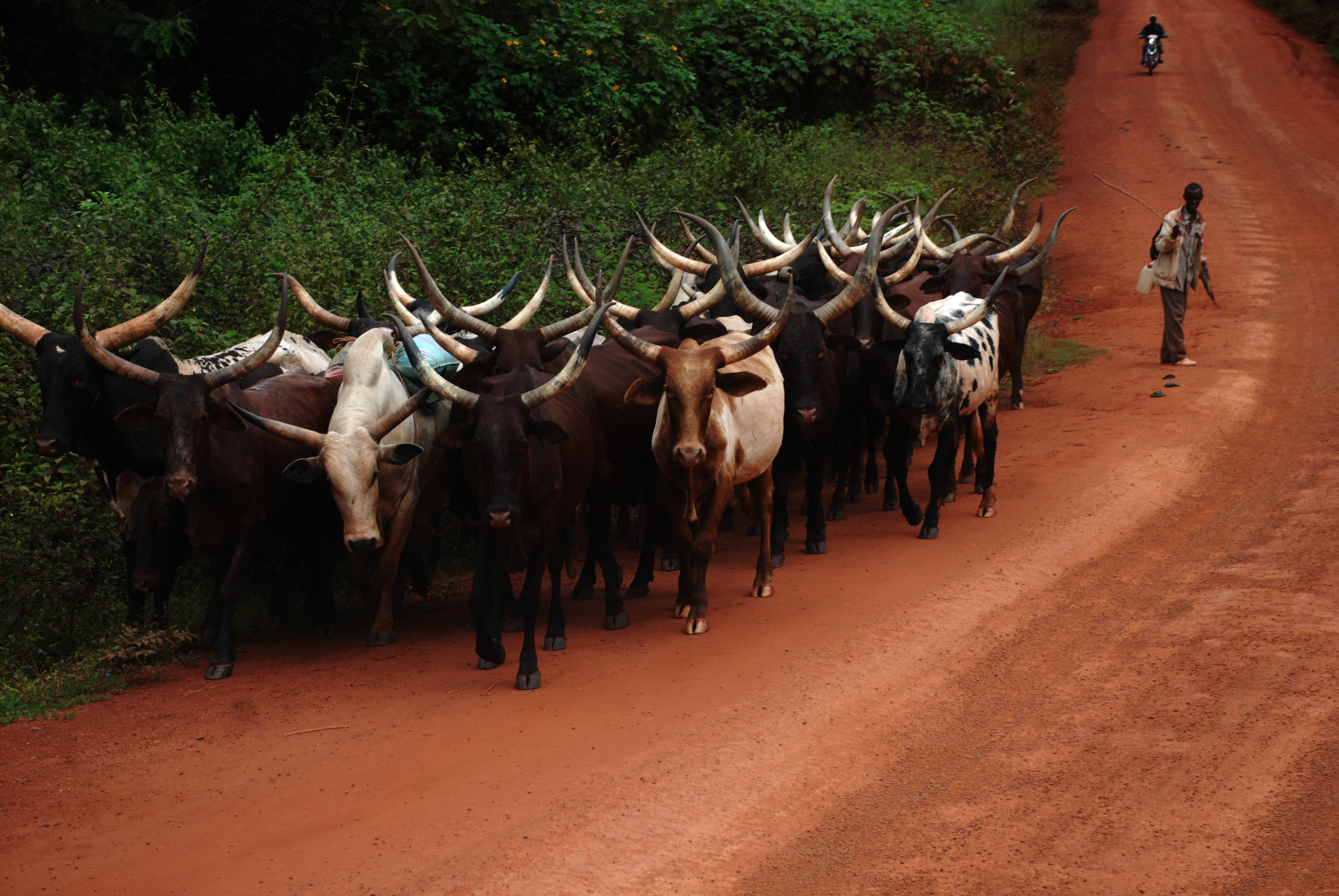
Ochsenkarawane in Yokadouma
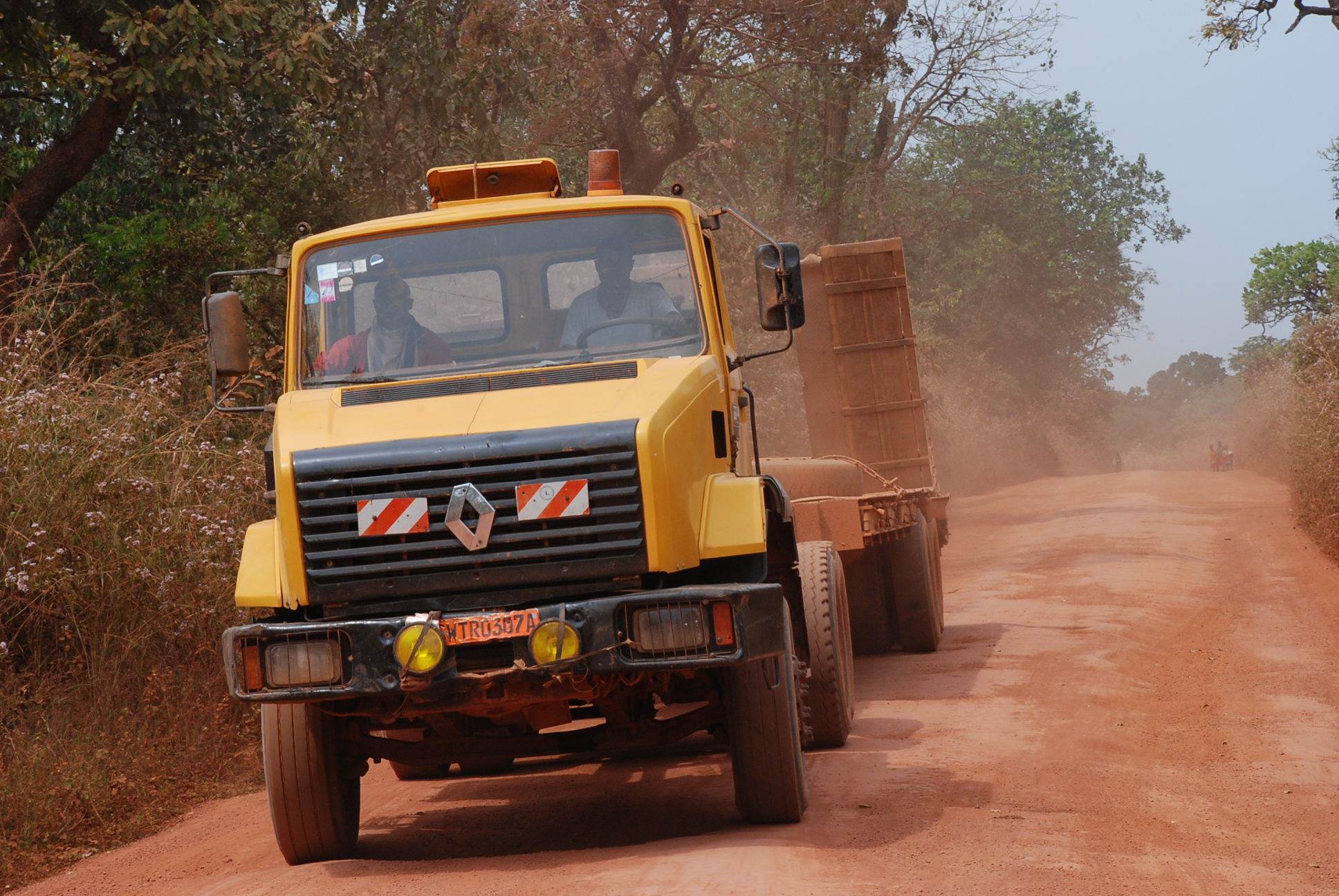
Holztransporter in der Stadt Yokadouma
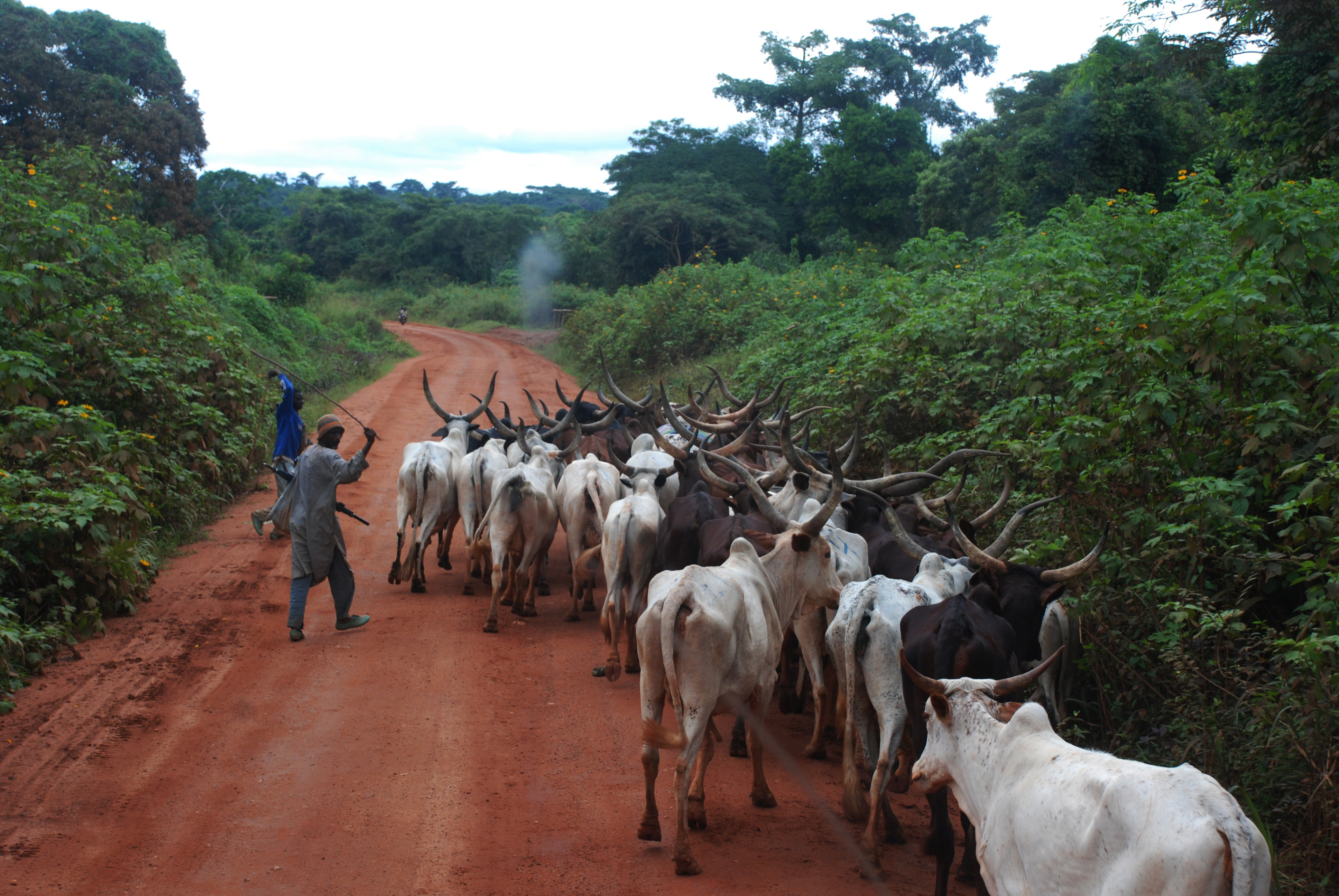
Rinder vor Yokadouma